# Димо Николов Българин
Димо Николов Българин (на гръцки: Δήμος Νικολάου Βούλγαρης) е гръцки революционер от български произход, герой от Гръцката война за независимост.

## Биография
Роден е в Драма. При избухването на Гръцкото въстание в 1821 година заминава за Гърция и участва в сраженията от 1821 до 1829 година, първоначално като войник, а после като началник на отряд от 25 души. В молба от 25 декември 1843 година той пише до Секретариата на войната: „Веднага щом Гърция развя знамето против турците, заедно с други мои съграждани се притокох на нейна помощ и като постъпих в пехотинския отряд на полковник Хаджи Христо, последвах го във всички сражения против турците. Бях ранен.“ В удостоверението му, издадено от Никитас Стамателопулос, Хаджи Хрисо Българин и К. Влахопулос пише, че Димо Българин се е държал при всички случаи мъжки и храбро.